# Coenraad de Buys
Coenraad de Buys (Montagu, 1761 – Zoutpansberg, ca. 1823) was een Zuid-Afrikaanse trekboer, rebel en avonturier. Hij was de stamvader van een grote en diverse kleurlingengemeenschap in Zuid-Afrika en wordt beschouwd als de eerste blanke bewoner van Transvaal.

## Biografie

### Jeugd
De Buys werd in 1761 geboren aan de grens van de Nederlandse Kaapkolonie, als zoon van Jan de Buys en Christina Scheepers. Zijn grootvader was de hugenootse wijnboer Jean du Bus, die op 25 april 1688 vanuit Calais in de Kaap arriveerde. Zijn vader overleed toen Coenraad 6 jaar was. Volgens zijn tijdgenoten was Coenraad de Buys meer dan twee meter lang en had hij een gigantisch zelfvertrouwen. De ontdekkingsreiziger Henry Lichtenstein beschreef hem als "Herakles in levenden lijve".

### Rebel in de Kaap
Als tiener maakte De Buys boter bij de boer David Senekal, de echtgenoot van zijn halfzus Geertruy Minnie. Hij won een rechtszaak tegen zijn familie toen Senekal zijn salaris weigerde te betalen, en De Buys werd boer in het nieuwe wetteloze district Graaff-Reinet. Zijn gebrek aan succes als boer verweet hij aan vermeende veediefstallen van de naburige Xhosa. Deze beschuldigingen werden door de Kaapkolonie als ongegrond beoordeeld en De Buys werd zelf van veediefstal beschuldigd, alsmede van de ontvoering van Xhosavrouwen. Dit conflict met de Xhosa was een oorzaak van de Eerste Grensoorlog. Zijn landdrost Honoratus Maynier sympathiseerde met de Xhosa en probeerde met De Buys af te rekenen, maar de onpopulaire Maynier werd door de boeren afgezet. De Buys was in 1795 mede-oprichter van de kortstondige republiek Graaff-Reinet.

### Leven bij de Xhosa
Toen datzelfde jaar de Kaapkolonie werd veroverd door de Britten werd De Buys door de nieuwe landdrost gedwongen Graaff-Reinet te verlaten. De Buys weigerde en moest voor het gerecht verschijnen, maar kwam niet opdagen. Hij werd door de Britten vogelvrij verklaard en hij trok in bij het Xhosastamhoofd Ngcika van de Rharhabe, voor wie hij diende als adviseur. De Buys assimileerde met de Xhosa en kreeg de bijnaam Khula, oftewel De Grote. In 1799 begon hij een samenzwering met andere boeren om met de steun van de Xhosa een staatsgreep te plegen in Graaff-Reinet en het Britse gouvernement af te zetten. De Buys dwong de landdrost om zijn vogelvrijheid ongedaan te maken. Dit lukte, maar de staatsgreep kwam niet van de grond en niet veel later brak de Tweede Grensoorlog uit.
De Buys besloot Graaff-Reinet te verlaten en vestigde zich weer bij Ngcika met zijn entourage, bestaande uit Kaapse rebellen, Britse deserteurs en zijn harem van Xhosa- en Khoikhoivrouwen. Hoewel hij getrouwd was met een kleurlinge genaamd Maria en later met een Bantoevrouw genaamd Elizabeth hield hij er vele concubines op na, waaronder de moeder van Ngcika. Hij kwam hier ook in contact met de Nederlandse zendeling Johannes Theodorus van der Kemp, met wie hij goede vrienden werd. Ngcika wantrouwde echter zijn blanke metgezellen en De Buys en zijn entourage (inclusief Van der Kemp) vluchtten op 31 december 1801 terug naar Graaff-Reinet. Op weg kwamen ze in conflict met de San en verloren ze minstens vijf metgezellen. De Buys nam afscheid van Van der Kemp in Graaff-Reinet en keerde voor verzoening terug naar Ngcika.

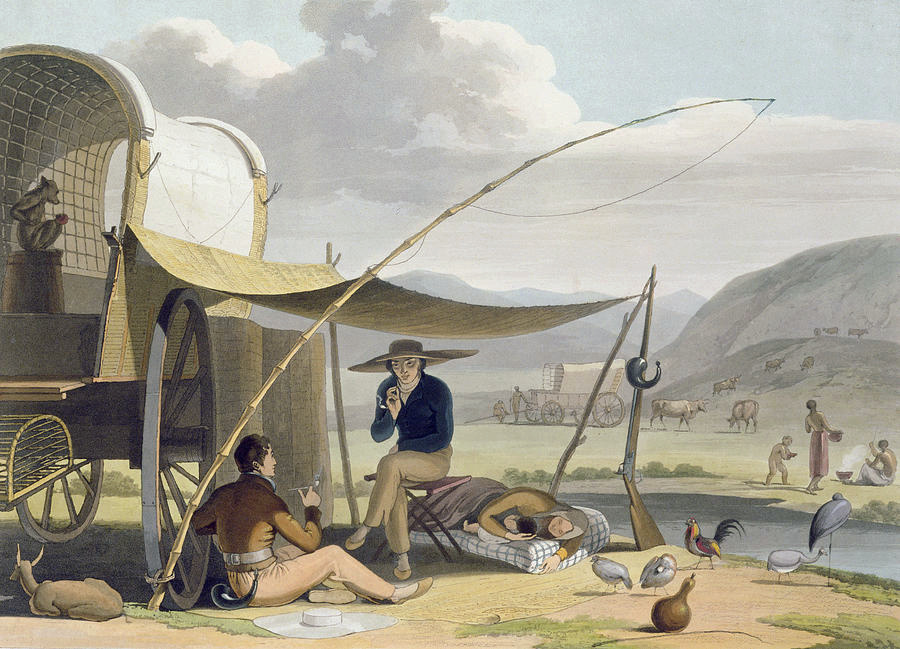
Illustratie van trekboeren (niet De Buys) ca. 1804

### Retourtje Kaap
In 1802 reisde De Buys naar Natal in het oosten, waar hij naar verluidt de zus van het later gevreesde stamhoofd Mzilikazi aan zijn harem toevoegde en later mee zou trouwen. In 1803 kwam de Kaapkolonie weer onder Nederlands bestuur en het gouvernement haalde De Buys over om terug te keren naar de Bataafse Kaapkolonie, waar hij boer werd op de boerderij d'Opkomst in het district Swellendam. Hij leefde hier tien jaar lang tot hij in 1814 weer vertrok. Verschillende oorzaken worden genoemd, waaronder de intolerante houding van zijn buren tegenover zijn (donkere) vrouwen en zijn liefde voor het avontuur. Met zijn entourage stak hij de Oranjerivier en vestigde hij zich bij de Griekwa, waar hij een succesvolle roversbende begon.

### Laatste jaren in Transvaal
De Buys kwam na een lange tijd van vrede weer in conflict met het (ondertussen weer Britse) gouvernement toen bleek dat De Buys het werk van de zendelingen onmogelijk maakte. Hij werd door commissaris-generaal Andries Stockenström aangetroffen in West-Griekwaland nabij het tegenwoordige Kimberley en werd opgejaagd tot voorbij de Vaalrivier (Transvaal). Met zijn entourage vestigde hij zich in het tegenwoordige Buysdorp te Zoutpansberg, waar zijn nakomelingen nog altijd wonen.
Na de dood van zijn favoriete vrouw Elizabeth vertrok De Buys op een dag richting Portugees-Oost-Afrika en keerde nooit meer terug. Hij zou rond 1823 overleden zijn.

### Roman
De Zuid-Afrikaanse schrijver Willem Anker goot het levensverhaal van Buys in een roman, uitgegeven in 2014 bij Kwela, titel in het Afrikaans: Buys, 'n grensroman, in 2017 in het Nederlands vertaald onder de titel Buys, een grensroman.